# Stefan Anić
Stefan Anić (* 24. August 1997) ist ein bosnischer Skilangläufer.

## Werdegang
Anić, der für den SK Sarajevo-Istocno Sarajevo startet, nahm im März 2013 in Pale erstmals im Balkan-Cup teil und belegte dabei den 20. Platz über 10 km Freistil. Beim Europäischen Olympischen Winter-Jugendfestival 2015 in Steg kam er auf den 76. Platz im Sprint und auf den 68. Rang über 7,5 km Freistil und bei den nordischen Skiweltmeisterschaften 2015 in Falun auf den 108. Platz über 15 km Freistil. In der Saison 2018/19 erreichte er mit sechs Top-Zehn-Platzierungen, darunter zwei zweite Plätze in Sjenica über 10 km Freistil, den dritten Platz in der Gesamtwertung des Balkan-Cups. Beim Saisonhöhepunkt, den nordischen Skiweltmeisterschaften 2019 in Seefeld in Tirol, lief er auf den 93. Platz im Sprint.